# 布瓦内
布瓦内（法語：Boisney，法語發音：[bwanɛ]）是法国厄尔省的一个市镇，属于贝尔奈区。

## 地理
布瓦内（49°9'16"N, 0°39'18"E）面积5.76 平方千米，位于法国诺曼底大区厄尔省，该省份为法国北部内陆省份，北起滨海塞纳省，西接奧恩省和卡爾瓦多斯省，南至厄尔-卢瓦省，东临瓦兹省、瓦兹河谷省和伊夫林省。
与布瓦内接壤的市镇（或旧市镇、城区）包括：阿克卢、贝尔图维尔、弗朗克维尔、埃克芒维尔、普拉讷、里勒河畔纳桑德尔。

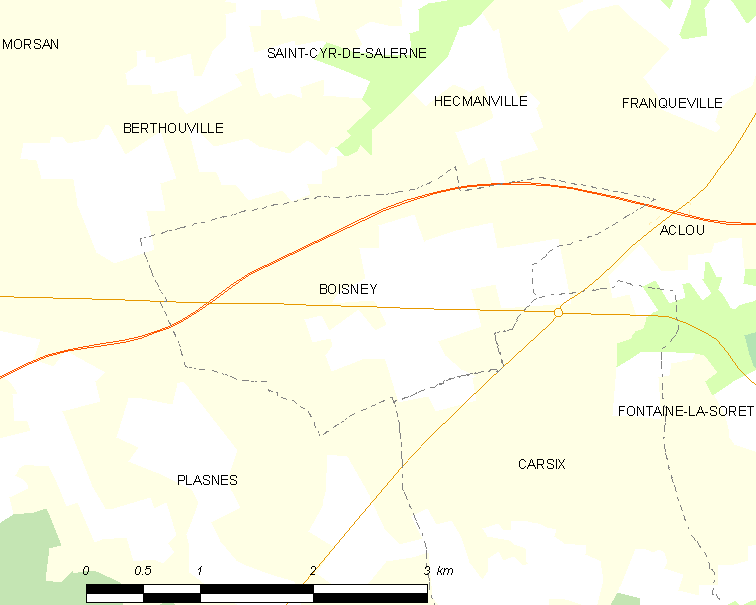
布瓦内的OSM定位图

布瓦内的时区为UTC+01:00、UTC+02:00（夏令时）。

## 行政
布瓦内的邮政编码为27800，INSEE市镇编码为27074。

## 政治
布瓦内所属的省级选区为布里奥讷县。

## 人口

1962-2008年间布瓦内人口变化图示

布瓦内于2022年1月1日时的人口数量为287人。